# General Bathymetric Chart of the Oceans
GEBCO (Genertal Bathymetric Chart of the Oceans) jest międzynarodową organizacją opracowującą ogólnodostępną mapę batymetryczną oceanów świata. U podstaw działalności GEBCO leżała idea opracowania serii map, przedstawiających zarys ukształtowania dna obszarów oceanicznych. Z czasem produkty GEBCO stały się zasadniczymi mapami batymetrycznymi, stanowiącymi punkt odniesienia w opracowaniach z zakresu geologii i geofizyki.

## Organizacja
GEBCO jest organizacją non-profit działającą pod auspicjami Międzynarodowej Komisji Oceanograficznej (IOC) UNESCO oraz Międzynarodowej Organizacji Hydrograficznej (IHO). Działalność GEBCO oparta jest na dobrowolnym zaangażowaniu specjalistów nauk o Ziemi i hydrografów, tworzących wielonarodową grupę entuzjastów batymetrii oceanicznej. Prace GEBCO koordynuje Komitet (Guiding Committee), wspomagany przez spotykające się regularnie podkomitety do spraw mapowania oceanów i nazewnictwa obiektów podwodnych oraz doraźne grupy robocze.

## Produkty

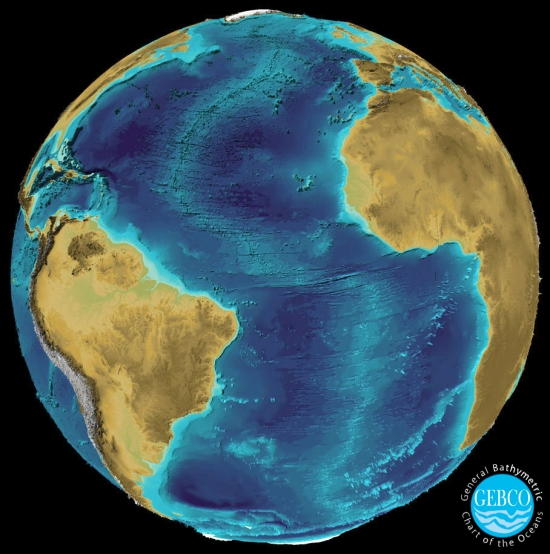
Wizualizacja batymetrii Oceanu Atlantyckiego

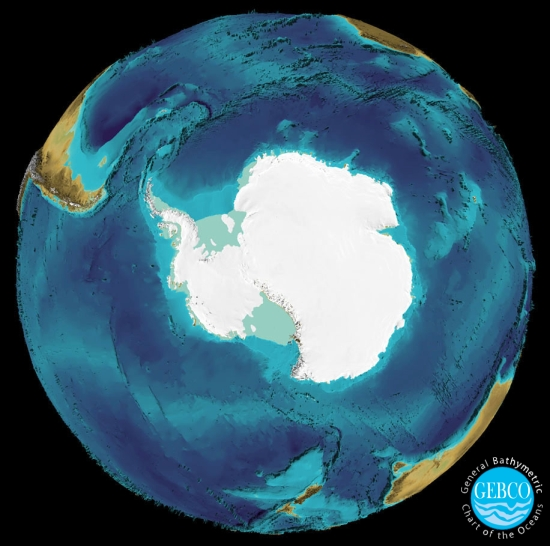
Wizualizacja batymetrii Oceanu Południowego

Początkowo GEBCO publikowało papierowe konturowe mapy batymetryczne. Obecnie wszystkie produkty GEBCO są produktami cyfrowymi, dostępnymi do pobrania ze stron BODC (British Oceanographic Data Centre) w formie plików netCDF, wraz z dedykowanym oprogramowaniem, umożliwiającym między innymi konwersję danych do formatu ASCII. Dostępne obecnie zestawy danych GEBCO to:
- GEBCO_08Grid – model batymetrii oceanów w formie siatki kwadratów o rozdzielczości 30 sekund kątowych, utworzony w wyniku kompilacji wyników wysokiej jakości hydroakustycznych pomiarów głębokości, uzupełnionych danymi satelitarnymi;
- GEBCO One Minute Grid – siatka o rozdzielczości jednej minuty kątowej.

Pozostałe wydawnictwa GEBCO to:
- Gazeter GEBCO (The GEBCO Gazetter of Undersea Feature Names) – spis nazw podwodnych obiektów fizjograficznych;
- Mapa Świata GEBCO (The GEBCO Wolrd Map) – mapa świata zawierająca informację o ukształtowaniu dna, opracowana na podstawie zastawu danych GEBCO One Minute Grid, dostępna do pobrania jako wysokiej rozdzielczości plik JPG lub PDF;
- Atlas cyfrowy (The GEBCO Digital Atlas) – zestawy danych dostępne na płytach CD.

## Historia projektu
Korzenie organizacji sięgają początków dwudziestego wieku. W 1903 roku grupa geografów i oceanografów pod przewodnictwem księcia Monako Alberta I zapoczątkowała opracowywanie serii map batymetrycznych. Pierwsze sto lat działalności GEBCO zostało opisane w książce The History of GEBCO 1903-2003, wydanej w 2003 roku.

## Kształcenie specjalistów
Japońska fundacja Nippon Foundation zapewnia środki na kształcenie nowej generacji hydrografów współpracujących z GEBCO. 12-miesięczny kurs, zmierzający do uzyskania certyfikatu Postrgraduate Certificate in Ocean Bathymetry, organizowany jest co roku w Center for Coastal and Ocean Mapping/Joint Hydrographic Center na Uniwersytecie New Hampshire w Stanach Zjednoczonych. Od 2004 roku wzięło w nim udział 60 osób z 31 krajów.